# Krystyna Borowicz
Krystyna Borowicz (ur. 25 stycznia 1923 w Kaliszu, zm. 30 maja 2009 w Warszawie) – polska aktorka.

## Życiorys
Absolwentka PWST w Warszawie (1951). Debiutowała 21 stycznia 1950 (Uljana Gromowa – Młoda gwardia Aleksandra Fadiejewa, reżyseria: Ludwik René) w Teatrze Polskim w Warszawie.
W latach 1950–1960 występowała w Teatrze Polskim w Warszawie, a od 1960 do przejścia na emeryturę w 1990 r. w Teatrze Ateneum. W latach 1957 do 1990 zagrała w 16 spektaklach Teatru TV.
Spoczywa w Augsburgu.

## Filmografia
- Warszawska syrena (1956) jako Pleciuga
- Naganiacz (1963) jako rotmistrzowa
- Giuseppe w Warszawie (1964) jako damulka z pociągu
- Bicz Boży (1966) jako Cieszkowska, przyjaciółka mamy Felka
- Jak rozpętałem drugą wojnę światową (1969) jako szefowa burdelu we włoskim obozie
- Nowy (1969) jako Roszkowska, urzędniczka działu personalnego
- Martwa fala (1970) jako żona marynarza
- Akcja Brutus (1970) jako majorowa Raczyńska
- Kryształ (1971) jako Teresa Walenciak, matka Kazika
- Nos (1971)
- Podróż za jeden uśmiech (serial) (1971) jako kelnerka
- Milion za Laurę (1971) jako handlarka na bazarze
- Motodrama (1971) jako Gracja
- Nie lubię poniedziałku (1971) jako kobieta gotująca przed tv (nie ma jej w czołówce)
- Seksolatki (1972) jako matka Ani
- Podróż za jeden uśmiech (film) (1972) jako kelnerka w zajeździe
- Poszukiwany, poszukiwana (1972) jako Górecka
- Stawiam na Tolka Banana (1973) jako Dulakowa, matka Filipka
- Koniec wakacji (1974) jako Ewa Chmielewska, ciotka Jurka
- Noce i dnie (1975) jako Winczewska, żona poprzedniego administratora Krępy
- Siedem życzeń (1984) jako lekarka
- Tulipan (1986) jako Kubiakowa, kierowniczka sklepu AGD
- Dorastanie (1987) jako urzędniczka w fabryce (odcinek 4)
- Rififi po sześćdziesiątce (1989) jako Irena
- Janka (1989) jako ciotka Janki
- Twarze i maski (2000) jako aktorka